# Stade communal de Chiavari
Le Stade communal de Chiavari (en italien : Stadio comunale di Chiavari), également connu sous le nom de Stade Aldo Gastaldi (en italien : Stadio Aldo Gastaldi), et auparavant connu sous les noms de Terrain sportif Paolo Dall'Orso (en italien : Campo sportivo Paolo Dall'Orso) et de Terrain sportif del Littorio (en italien : Campo sportivo del Littorio), est un stade omnisports italien (servant principalement pour le football) situé dans la ville de Chiavari, en Ligurie.
Le stade, doté de 5 587 places et inauguré en 1933, sert d'enceinte à domicile à l'équipe de football du Virtus Entella.

## Histoire
Après l'achat d'un terrain sur la via Damiano Chiesa par la municipalité, les travaux du stade (dirigés par l'architecte Antonio Roffo) débutent en 1932 pour s'achever un an et demi plus tard (pour un coût de construction total de 500 000 lires). Il est alors une structure provisoire.
Il ouvre officiellement en 1935 sous le nom de Campo sportivo del Littorio, comme bon nombre de stades sous l'époque fasciste.
Il est inauguré le 10 mars 1935 lors d'un match nul 1-1 entre les locaux du Virtus Entella et du Sanremese (le premier but officiel au stade étant inscrit par Gereschi, joueur du Sanremese).
En 1939, la capacité d'accueil passe à 10 000 places assises.
En 1941, il prend le nom de Campo sportivo Paolo Dall'Orso (du nom du lieutenant de navire originaire de Chiavari mort l'année précédente dans le naufrage du torpilleur Ariel et ayant reçu la médaille d'argent de la valeur militaire).
En 1942, le stade accueille les séances d'entraînement de l'équipe nationale italienne en vue des matchs amicaux internationaux contre la Croatie et l'Espagne tenus à Gênes et à Milan. Dans la séance du 16 avril, les Azzurri disputent un match d'entraînement contre le Virtus Entella qu'ils gagnent 9-2.
Le 12 mai 1944, Chiavari et Lavagna sont bombardées, et le stade est touché, impliquant la suspension de toute activité sportive.
Après la Seconde Guerre mondiale en 1945, le stade, brièvement occupé par les forces armées britanniques, change à nouveau de nom pour prendre sa dénomination actuelle.
Entre 1945 et 1946, il accueille les matchs à domicile du club de Lavagnese.
En 1955, le stade est rénové une première fois, et à la fin des années 1960, sa capacité passe à 6 000 places assises.
À la fin des années 1970, sa capacité passe à 3 000 spectateurs, puis 4 000 en 1982.
En 2006 est installée une pelouse synthétique. Cette année-là s'installe également au stade le Vecchia Chiavari pour ses matchs à domicile, puis deux ans plus tard le Entella Femminile.

## Autres sports
Le stade accueille également des compétitions nationales et internationales masculines et féminines de jeunes d'athlétisme, des tournois de judo, de lutte, de basket-ball, de boxe et l'haltérophilie.
Le stade accueille également des concerts musicaux.

## Événements

### Matchs internationaux de football
| Date            | Compétition  | Équipes                          | Score | Affluence |
| --------------- | ------------ | -------------------------------- | ----- | --------- |
| 22 janvier 2014 | Match amical | Italie -17 ans — Espagne -17 ans | 1-1   | —         |
| 10 février 2016 | Match amical | Italie espoirs — Italie B        | 5-2   | —         |

### Matchs de boxe
| Date            | Boxeurs                             | Affluence |
| --------------- | ----------------------------------- | --------- |
| 25 juillet 1969 | José Hernández — Giuseppe Muzio     | 7 000     |
| 25 août 1973    | Aldo Traversaro — Domenico Adinolfi | —         |

## Galerie

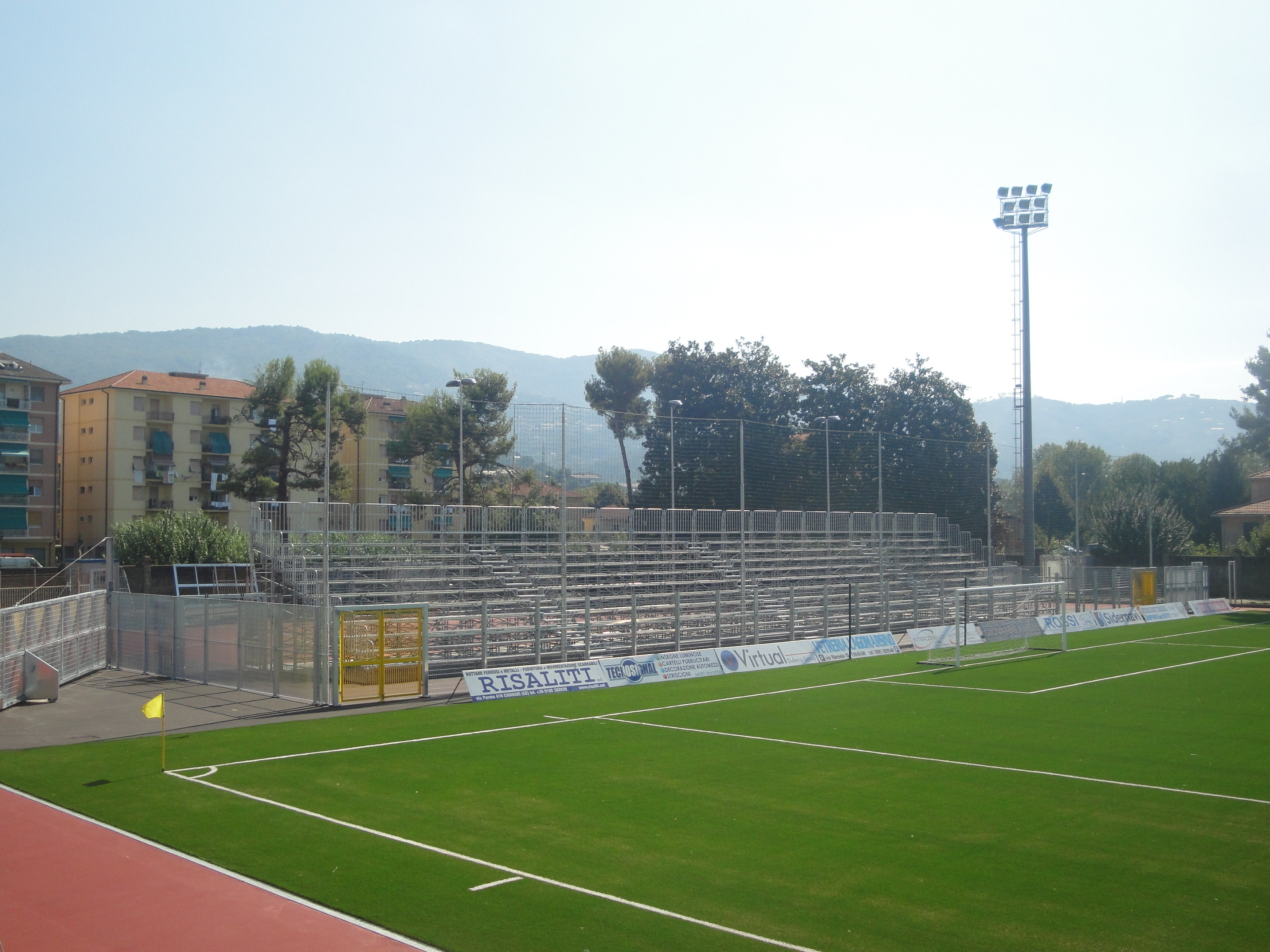
Gradins nord du stade en 2011